# Muzea w województwie warmińsko-mazurskim
 Muzea w województwie warmińsko-mazurskim – spis muzeów, mających siedzibę na terenie województwa warmińsko-mazurskiego, podzielony według tematyki ekspozycji.
Wymienione placówki są prowadzone przez jednostki samorządu terytorialnego (województwo, powiat, gmina (miasto)), osoby prawne, kościoły i związki wyznaniowe, szkoły (uczelnie), a także przez osoby prywatne.
| Typ muzeum                                     | Placówki |
| ---------------------------------------------- | --- |
| Muzea archeologiczne i historyczne             | - Muzeum Bitwy pod Grunwaldem w Stębarku - Muzeum Historyczne w Ełku - Szpital Św. Ducha we Fromborku (oddział Muzeum Mikołaja Kopernika we Fromborku) |
| Muzea biograficzne                             | - Izba Pamięci Ernsta Wiecherta w Pieckach - Muzeum Feliksa Nowowiejskiego w Barczewie - Muzeum Konstantego Ildefonsa Gałczyńskiego w Praniu - Muzeum Michała Kajki w Ogródku - Muzeum Mikołaja Kopernika we Fromborku |
| Muzea etnograficzne oraz skanseny              | - Muzeum Budownictwa Ludowego w Olsztynku - Muzeum Kultury Ludowej w Węgorzewie - Muzeum Misyjno - Etnograficzne Księży Werbistów w Pieniężnie |
| Muzea przyrodnicze, geologiczne i geograficzne | - Muzeum Przyrody w Olsztynie (oddział Muzeum Warmii i Mazur w Olsztynie) |
| Muzea regionalne i miejskie                    | - Izba Historii Regionu w Suszu - Muzeum Dobrego Miasta - Muzeum Lokalne w Łąkorzu - Muzeum Regionalne im. Wojciecha Kętrzyńskiego w Kętrzynie - Muzeum Regionalne w Pieckach - Muzeum Regionalne w Sąpłatach - Muzeum Warmii i Mazur w Olsztynie - Dom Gazety Olsztyńskiej w Olsztynie - Muzeum im. Johanna Gottfrieda Herdera w Morągu - Muzeum Mazurskie w Szczytnie - Muzeum w Mrągowie - Muzeum Archeologiczno-Historyczne w Elblągu - Muzeum w Ostródzie - Muzeum w Wieży Ciśnień w Giżycku - Muzeum Ziemi Gołdapskiej w Gołdapi - Muzeum Ziemi Lubawskiej w Lubawie - Muzeum Ziemi Lubawskiej w Nowym Mieście Lubawskim - Muzeum Ziemi Mazurskiej w Owczarni - Muzeum Ziemi Nidzickiej w Nidzicy - Muzeum Ziemi Piskiej w Piszu - Olecka Izba Historyczna w Olecku - Prywatne Muzeum im. Tadeusza Balickiego w Młynarach |
| Muzea sakralne i religijne                     | - Muzeum Archidiecezji Warmińskiej w Olsztynie - Muzeum Diecezji Elbląskiej w Elblągu - Muzeum Reformacji Polskiej w Mikołajkach |
| Muzea oraz skanseny techniki                   | - Centrum Techniki i Rozwoju Regionu „Muzeum Nowoczesności” w Olsztynie - Ełcka Kolej Wąskotorowa (oddział Muzeum Historycznego w Ełku) - Muzeum Gazownictwa w Górowie Iławeckim - Muzeum Kropli Wody w Ełku - Muzeum Pszczelarstwa w Czerwonce - Muzeum Tradycji Kolejowej w Węgorzewie - Warmińsko-Mazurskie Muzeum Pożarnictwa w Lidzbarku |
| Muzea wojskowe                                 | - Muzeum Sprzętu Wojskowego w Mrągowie - Twierdza Boyen w Giżycku - Wilczy Szaniec w Gierłoży |
| Muzea zamkowe i pałacowe                       | - Pałac w Łężanach - Pałac w Osiece - Zamek biskupów warmińskich w Lidzbarku Warmińskim (oddział Muzeum Warmii i Mazur w Olsztynie) - Zamek krzyżacki w Pasłęku - Zamek w Reszlu (oddział Muzeum Warmii i Mazur w Olsztynie) - Zamek w Rynie |
| Pozostałe muzea                                | - Muzeum Indian w Spytkowie - Muzeum Sportu w Olsztynie - Park Miniatur Warmii i Mazur w Gierłoży |